# Parioglossus philippinus
Parioglossus philippinus är en fiskart som först beskrevs av Herre, 1945.  Parioglossus philippinus ingår i släktet Parioglossus och familjen Ptereleotridae. Inga underarter finns listade i Catalogue of Life.